# Commitment of Traders Report
Commitment of Traders Report: Bản khai báo cáo số lượng giao dịch của các nhà đầu tư được đưa ra bởi Hiệp hội giao dịch thị trường tương lai (Commodity Futures Trading Commissio) viết tắt là CFTC.
Bản báo cáo thống kê tất cả các giao dịch mua và bán bởi các nhà giao dịch từ tự do cho đến chuyên nghiệp, nó là một trong những nguồn thông tin quan trọng để các nhà đầu tư định hướng đi tiếp theo trong thị trường.
COT ra mỗi tuần vào thứ 6 khoảng 2:30 pm EST tức là 07:30 GMT
Mỗi nhà đầu tư trên thị trường đều có chiến thuật và cách quản lý lệnh khác nhau tùy theo mục tiêu họ tham gia thị trường. Khi nhìn vào bản báo cáo của những nhà đầu tư này, ta có thể dự đoán được chiến thuật của họ, dự đoán được họ đang đánh giá về thị trường như thế nào để có thể phán đoán hướng đi tiếp theo của giá.